# Sherif Sabry
 Sherif Sabry  (nacido el 29 de agosto de 1986, en Giza) es un tenista profesional egipcio.

## Carrera
Su mejor ranking individual es el Nº 351 alcanzado el 29 de septiembre de 2014, mientras que en dobles logró la posición 410 el 17 de mayo de 2010.
No ha logrado hasta el momento títulos de la categoría ATP ni de la ATP Challenger Tour, aunque sí ha obtenido varios títulos Futures tanto en individuales como en dobles.

### Copa Davis
Desde el año 2006 es participante del Equipo de Copa Davis de Egipto. Tiene en esta competición un récord total de partidos ganados/perdidos de 18/19 (12/11 en individuales y 6/8 en dobles).